# Radhanpur
1753–1948
Entités précédentes :
- Raj de la Compagnie

Entités suivantes :
- Inde

Radhanpur était un État princier des Indes, dirigé par des nababs d'origine pachtoune jusqu'en 1948. Cet État princier a été intégré dans l'État du Gujerat.

## Dirigeants: Nawab
Les dirigeants de Kurwai portaient le titre de nabab.
Liste des nababs de Radhanpur de 1787 à 1948 :
- 1787-1813 Ghazi ud-Din Khan (bn) (+1813)
- 1813 Kamal ud-Din Khan (1805-1813)
- 1813-1825 Sher Khan Ier (bn) (1794-1825)
- 1825-1874 Zorawar Khan (bn) (1822-1874)
- 1874-1895 Bismillah Khan (bn) (1843-1895)
- 1895-1910 Sher Khan II (bn) (1886-1910)
- 1910-1936 Jalal ud-Din Khan (en) (1889-1936)
- 1936-1948 Murtaza Khan (bn) (1899-199.)